# Passo do Brennero
O passo do Brennero (em italiano Passo del Brennero e em alemão Brennerpass) é um passo nos Alpes de Stubai e Alpes de Zillertal, ao longo da fronteira Áustria-Itália. Devido à sua altitude relativamente baixa (1370 m), é um dos principais passos na cadeia, e um dos poucos na região do Tirol; por este motivo, foi muito cobiçado ao longo da história.
Sob o passo, as elevadas pastagens alpinas vêm sendo utilizada há séculos como pasto para o gado leiteiro, o que disponibiliza o espaço disponível nas altitudes mais baixas para o cultivo e a colheita de feno destinado à alimentação no inverno. Muitas destas pastagens estão localizadas em altitudes superiores a 1000 metros.

## Etimologia
Possívelmente  a denominação do passo vem de Prenner, nome  do proprietário de uma granja situada nas proximidades. De fato, uma granja pertencente a um certo Prennerius é mencionada em documentos de 1288, e, em 1299, um certo Chunradus Prenner também é citado. O nome  Prenner pode ser a forma antiga de Brenner ('queimador', em alemão),  que pode se referir a  alguém que trabalha com a queima - seja um destilador de bebidas alcoólicas,  um carvoeiro,  um caieiro ou alguém que abre clareiras na floresta, queimando a vegetação. Uma referência ao próprio passo aparece pela primeira vez em 1328 como obdem [oben] Prenner ( "por cima do Prenner").

## História
Os romanos utilizavam-se regularmente do passo. A estrada que levava à província romana da Récia saía de Verona e Tridento (Trento, passando pelo passo, e chegando em Oenipons (Insbruque), seguindo o curso do rio Inn, e daí até Augusta dos Vindélicos (Augsburgo). Foi pelo passo do Brennero que os alamanos invadiram a Itália, em 268, sendo parados apenas em novembro do mesmo ano, na Batalha do lago Benaco.
O controle do passo de Brennero foi conquistado de Verona pela República de Veneza em 1178, por representar uma ligação vital com as minas de prata da Alemanha. O passo consistia de pouco mais que uma trilha para carroças puxadas por mulas, até que uma estrada para veículos maiores foi aberta em cerca de 1770. Uma ferrovia foi construída na segunda metade do século XIX, e é até hoje a única rota ferroviária transalpina sem qualquer túnel. Com o Tratado de Saint-Germain-en-Laye, em 1919, quando as fronteiras internacionais foram alteradas após a Primeira Guerra Mundial, o controle do passo passou a ser compartilhado entre a Itália e a Áustria; anteriormente, ambos os lados do passo estavam dentro das fronteiras do Império Austro-Húngaro. Simbolicamente, durante a Segunda Guerra Mundial, o líder alemão Adolf Hitler e seu equivalente italiano Benito Mussolini se encontraram no passo para celebrar publicamente seu pacto, em 18 de março de 1940.
Em Abril de 1945, Tropas do Exército Brasileiro (Força Expedicionária Brasileira - FEB), ocuparam e fecharam o Passo de Brennero, impedindo que as formações militares alemãs ainda resistentes no norte da Itália, pudessem reforçar as defesas do Reich na fronteira da Áustria com a Alemanha.
Coube ao 11° e ao 6° Regimentos de Infantaria da FEB, ocupar a região, logo após a Batalha de Montese, ocorrida entre os dias 13 e 17 de Abril de 1945.

## Rodovias
A rodovia E 45  (denominação europeia; na Itália, A 22, e na Áustria chamada de A 13), que leva de Insbruque, via Bolzano, a Verona, se utiliza do passo, e é uma das ligações norte-sul mais importantes do continente. Mesmo com a remoção das barreiras alfandegárias, os longos congestionamentos que se formam pouco antes do passo de Brennero são temidos pelos europeus do norte que pretendem passar suas férias e feriados na costa do Mediterrâneo.
A Europabrücke ("Ponte Europa"), localizada nos arredores de Insbruque, alguns quilômetros ao norte do passo de Brennero, é uma grande ponte de concreto com uma autobahn de seis pistas, sobre o vale do rio Sill. Com uma altura de 180 metros e um comprimento de 820 metros, foi comemorada como uma obra-prima da engenharia quando sua construção foi finalizada, em 1963.
O tráfego elevado de cargas que passa pelo vale do Inn até atingir o passo do Brennero, poluindo esta área cênica, vem causado muitos debates no cenário político local e da Europa. Cerca de 1,8 milhões de caminhões cruzaram a Ponte Europa em 2004. Para tentar diminuir o tráfego nas estradas da região, existem planos de se ampliar a ferrovia que liga Verona a Insbruque com uma série de túneis, incluindo o Túnel de Base de Brennero, sob o passo. As obras foram iniciadas em 2006.